# Planica 7 2024
Das 6. Planica 7 2024 war eine Reihe von Skisprungwettkämpfen, die als Weltcup-Finale der Weltcup-Saison 2023/24 der Herren zwischen dem 21. und dem 24. März 2024 stattfand. Die Wettkämpfe wurden auf der Skiflugschanze Letalnica bratov Gorišek im slowenischen Planica ausgetragen.
Sieger wurde der Österreicher Daniel Huber, Titelverteidiger aus dem Vorjahr war sein Landsmann Stefan Kraft.

## Wettkampfmodus
Das Planica 7 umfasst zwei Einzelwettbewerbe sowie einen Mannschaftswettbewerb. In die Gesamtwertung der Serien fließen jeweils die beiden Wettkampfsprünge der drei Wettbewerbe sowie der Qualifikationsdurchgang des ersten Einzelwettbewerbs ein. Für den zweiten Einzelwettbewerb, der das abschließende Springen der Weltcup-Saison darstellt, sind traditionell nur die besten 30 Springer des Gesamtweltcupstandes startberechtigt. Aus diesem Grund findet für diesen Wettkampf keine Qualifikation statt. Dadurch umfasst die Serie sieben Wertungsdurchgänge:
- ein Qualifikationssprung des ersten Einzelwettbewerbs,
- vier Sprünge der zwei Einzelwettbewerbe und
- zwei Sprünge des Teamwettbewerbs.

## Teilnehmer
Es nehmen 60 Athleten aus 14 Nationen am Planica 7 2024 teil:
| Nation             | Anzahl | Athleten |
| ------------------ | ------ | --- |
| Slowenien          | 9      | Maksim Bartolj, Žiga Jelar, Lovro Kos, Anže Lanišek, Žak Mogel, Domen Prevc, Peter Prevc, Matija Vidic, Timi Zajc |
| Deutschland        | 6      | Karl Geiger, Felix Hoffmann, Stephan Leyhe, Pius Paschke, Luca Roth, Andreas Wellinger                            |
| Norwegen           | 6      | Johann André Forfang, Sindre Ulven Jørgensen, Robert Johansson, Marius Lindvik, Benjamin Østvold, Robin Pedersen  |
| Österreich         | 6      | Manuel Fettner, Michael Hayböck, Daniel Huber, Jan Hörl, Stefan Kraft, Daniel Tschofenig                          |
| Japan              | 5      | Noriaki Kasai, Junshirō Kobayashi, Ryōyū Kobayashi, Ren Nikaidō, Keiichi Satō                                     |
| Polen              | 5      | Maciej Kot, Dawid Kubacki, Kamil Stoch, Aleksander Zniszczoł, Piotr Żyła                                          |
| Finnland           | 4      | Antti Aalto, Niko Kytösaho, Eetu Nousiainen, Kasperi Valto                                                        |
| Italien            | 4      | Giovanni Bresadola, Andrea Campregher, Francesco Cecon, Alex Insam                                                |
| Kasachstan         | 4      | Ilja Misernych, Swjatoslaw Nasarenko, Sergei Tkatschenko, Danil Wassiljew                                         |
| Vereinigte Staaten | 4      | Decker Dean, Tate Frantz, Casey Larson, Erik Belshaw                                                              |
| Schweiz            | 3      | Gregor Deschwanden, Remo Imhof, Killian Peier                                                                     |
| Ukraine            | 2      | Witalij Kalinitschenko, Jewhen Marussjak                                                                          |
| Estland            | 1      | Artti Aigro |
| Frankreich         | 1      | Valentin Foubert                                                                                                  |

## Übersicht
| Datum         | Ort           | Schanze                        | Anmerkung     | Sieger                                                                | Zweiter                                              | Dritter                                                                       | Führender       |
| ------------- | ------------- | ------------------------------ | ------------- | --------------------------------------------------------------------- | ---------------------------------------------------- | ----------------------------------------------------------------------------- | --------------- |
| 21.03.2024    | Planica       | Letalnica bratov Gorišek HS240 | Qualifikation | Ryōyū Kobayashi                                                       | Piotr Żyła                                           | Daniel Huber                                                                  | Ryōyū Kobayashi |
| 22.03.2024    | Planica       | Letalnica bratov Gorišek HS240 | Einzel I      | Peter Prevc                                                           | Daniel Huber                                         | Johann André Forfang                                                          | Daniel Huber    |
| 23.03.2024    | Planica       | Letalnica bratov Gorišek HS240 | Team          | ÖsterreichDaniel Tschofenig Michael Hayböck Stefan Kraft Daniel Huber | SlowenienLovro Kos Domen Prevc Timi Zajc Peter Prevc | NorwegenRobert Johansson Benjamin Østvold Marius Lindvik Johann André Forfang | Daniel Huber    |
| 24.03.2024    | Planica       | Letalnica bratov Gorišek HS240 | Einzel II     | Daniel Huber                                                          | Domen Prevc                                          | Aleksander Zniszczoł                                                          | Daniel Huber    |
| Gesamtwertung | Gesamtwertung | Gesamtwertung                  | Gesamtwertung | Daniel Huber                                                          | Peter Prevc                                          | Johann André Forfang                                                          | —               |

## Wettkämpfe

### Qualifikation
Die Qualifikation zum ersten Einzelwettbewerb fand am 21. März 2024 statt, Sieger wurde Ryōyū Kobayashi aus Japan.
| Rang   | Name                   | Weite   | Punkte |
| ------ | ---------------------- | ------- | ------ |
| 01.    | Ryōyū Kobayashi        | 230,0 m | 214,0  |
| 02.    | Piotr Żyła             | 241,0 m | 213,4  |
| 03.    | Daniel Huber           | 227,0 m | 207,1  |
| 04.    | Timi Zajc              | 222,5 m | 206,0  |
| 05.    | Jewhen Marussjak       | 228,5 m | 205,5  |
| 06     | Stefan Kraft           | 220,5 m | 202,8  |
| 07.    | Karl Geiger            | 224,5 m | 199,1  |
| 08.    | Pius Paschke           | 201,5 m | 197,7  |
| 08.    | Anže Lanišek           | 212,0 m | 197,7  |
| 10.    | Peter Prevc            | 210,0 m | 190,7  |
| 11.    | Lovro Kos              | 210,0 m | 189,2  |
| 12.    | Junshirō Kobayashi     | 214,5 m | 188,8  |
| 13.    | Johann André Forfang   | 208,0 m | 188,7  |
| 14.    | Daniel Tschofenig      | 211,5 m | 186,0  |
| 15.    | Robert Johansson       | 204,5 m | 184,8  |
| 15.    | Gregor Deschwanden     | 209,5 m | 184,8  |
| 17.    | Aleksander Zniszczoł   | 211,0 m | 182,7  |
| 18.    | Ren Nikaidō            | 205,0 m | 181,9  |
| 19.    | Erik Belshaw           | 194,0 m | 181,8  |
| 20.    | Jan Hörl               | 203,0 m | 181,4  |
| 21.    | Manuel Fettner         | 203,5 m | 181,0  |
| 22.    | Benjamin Østvold       | 213,5 m | 180,7  |
| 23.    | Domen Prevc            | 206,0 m | 179,3  |
| 24.    | Niko Kytösaho          | 198,0 m | 179,0  |
| 25.    | Kamil Stoch            | 200,5 m | 177,9  |
| 26.    | Dawid Kubacki          | 204,0 m | 176,1  |
| 27.    | Michael Hayböck        | 199,5 m | 172,2  |
| 28.    | Marius Lindvik         | 194,5 m | 171,7  |
| 29.    | Andreas Wellinger      | 200,0 m | 171,6  |
| 30.    | Maksim Bartolj         | 207,5 m | 170,7  |
| 31.    | Felix Hoffmann         | 202,0 m | 170,4  |
| 32.    | Noriaki Kasai          | 198,5 m | 168,8  |
| 33.    | Alex Insam             | 195,5 m | 168,7  |
| 34.    | Tate Frantz            | 206,0 m | 168,1  |
| 35.    | Žak Mogel              | 194,5 m | 166,8  |
| 36.    | Artti Aigro            | 194,5 m | 164,4  |
| 37.    | Stephan Leyhe          | 193,5 m | 164,2  |
| 38.    | Remo Imhof             | 189,0 m | 153,1  |
| 39.    | Valentin Foubert       | 189,0 m | 150,5  |
| 040. 1 | Robin Pedersen         | 191,5 m | 148,3  |
| 040. 1 | Luca Roth              | 184,0 m | 148,3  |
| 42.    | Antti Aalto            | 186,5 m | 147,7  |
| 43.    | Maciej Kot             | 190,0 m | 147,3  |
| 44.    | Žiga Jelar             | 184,5 m | 143,9  |
| 45.    | Killian Peier          | 185,5 m | 143,5  |
| 46.    | Witalij Kalinitschenko | 186,5 m | 140,7  |
| 47.    | Andrea Campregher      | 183,5 m | 138,4  |
| 48.    | Sindre Ulven Jørgensen | 175,5 m | 137,3  |
| 49.    | Matija Vidic           | 182,0 m | 136,5  |
| 50.    | Francesco Cecon        | 178,0 m | 132,3  |
| 51.    | Casey Larson           | 196,5 m | 131,5  |
| 52.    | Keiichi Satō           | 172,5 m | 130,6  |
| 53.    | Decker Dean            | 165,5 m | 115,4  |
| 54.    | Eetu Nousiainen        | 180,0 m | 114,1  |
| 55.    | Giovanni Bresadola     | 155,5 m | 113,3  |
| 56.    | Danil Wassiljew        | 158,5 m | 110,7  |
| 57.    | Swjatoslaw Nasarenko   | 138,5 m | 085,7  |
| 58.    | Ilja Misernych         | 117,5 m | 052,3  |
| —      | Kasperi Valto          | —       | DNS    |
| —      | Sergei Tkatschenko     | —       | DNS    |

### Einzelwettbewerb I
Der erste Einzelwettbewerb fand am 22. März 2024 statt.
| Rang | Name                 | Weite 1 | Weite 2 | Punkte |
| ---- | -------------------- | ------- | ------- | ------ |
| 01.  | Peter Prevc          | 237,5 m | 231,0 m | 452,1  |
| 02.  | Daniel Huber         | 232,0 m | 224,0 m | 448,5  |
| 03.  | Johann André Forfang | 231,0 m | 226,0 m | 441,3  |
| 04.  | Timi Zajc            | 227,5 m | 219,0 m | 440,2  |
| 05.  | Marius Lindvik       | 221,0 m | 217,5 m | 423,9  |
| 06.  | Daniel Tschofenig    | 221,0 m | 218,5 m | 419,0  |
| 07.  | Stefan Kraft         | 216,5 m | 216,0 m | 417,5  |
| 08.  | Erik Belshaw         | 218,5 m | 216,5 m | 414,7  |
| 09.  | Ryōyū Kobayashi      | 211,0 m | 224,5 m | 414,2  |
| 10.  | Pius Paschke         | 212,5 m | 220,5 m | 407,1  |
| 11.  | Kamil Stoch          | 213,0 m | 218,5 m | 403,2  |
| 12.  | Lovro Kos            | 214,0 m | 213,0 m | 402,8  |
| 13.  | Karl Geiger          | 209,0 m | 223,5 m | 402,4  |
| 14.  | Aleksander Zniszczoł | 221,5 m | 207,5 m | 401,8  |
| 15.  | Jewhen Marussjak     | 211,5 m | 213,0 m | 401,6  |

| Rang | Name               | Weite 1 | Weite 2 | Punkte |
| ---- | ------------------ | ------- | ------- | ------ |
| 16.  | Alex Insam         | 220,0 m | 220,0 m | 401,3  |
| 17.  | Domen Prevc        | 209,5 m | 217,0 m | 401,2  |
| 18.  | Michael Hayböck    | 211,0 m | 218,0 m | 399,9  |
| 19.  | Robert Johansson   | 215,5 m | 212,0 m | 397,2  |
| 20.  | Andreas Wellinger  | 210,5 m | 215,0 m | 396,5  |
| 21.  | Maksim Bartolj     | 214,0 m | 209,0 m | 392,7  |
| 22.  | Junshirō Kobayashi | 207,0 m | 210,0 m | 389,0  |
| 23.  | Piotr Żyła         | 211,5 m | 205,0 m | 387,6  |
| 24.  | Jan Hörl           | 222,5 m | 206,0 m | 385,6  |
| 25.  | Benjamin Østvold   | 210,0 m | 202,0 m | 378,7  |
| 26.  | Ren Nikaidō        | 204,5 m | 205,0 m | 377,7  |
| 27.  | Niko Kytösaho      | 205,5 m | 205,5 m | 376,8  |
| 28.  | Artti Aigro        | 208,0 m | 208,5 m | 375,6  |
| 29.  | Noriaki Kasai      | 198,5 m | 205,0 m | 362,9  |
| 30.  | Gregor Deschwanden | 204,0 m | 198,0 m | 359,8  |

### Teamwettbewerb
Der Teamwettbewerb fand am 23. März 2024 statt. Aufgrund zu starken Windes wurde der zweite Durchgang abgesagt und der erste Durchgang gewertet.
| Rang | Team                                                                             | Weite 1                         | Weite 2 | Punkte                       |
| ---- | -------------------------------------------------------------------------------- | ------------------------------- | ------- | ---------------------------- |
| 01.  | ÖsterreichDaniel Tschofenig Michael Hayböck Stefan Kraft Daniel Huber            | 225,0 m 215,5 m 211,0 m 244,0 m | —       | 803,8202,8 174,7 195,0 231,3 |
| 02.  | SlowenienLovro Kos Domen Prevc Timi Zajc Peter Prevc                             | 216,5 m 220,0 m 242,5 m 223,5 m | —       | 793,1195,8 179,8 200,5 217,2 |
| 03.  | NorwegenRobert Johansson Benjamin Østvold Marius Lindvik Johann André Forfang    | 211,5 m 224,5 m 214,0 m 223,0 m | —       | 770,6184,0 184,3 189,8 212,5 |
| 04.  | JapanJunshirō Kobayashi Noriaki Kasai Ren Nikaidō Ryōyū Kobayashi                | 214,5 m 210,5 m 212,0 m 229,5 m | —       | 759,1189,7 172,0 177,1 220,3 |
| 05.  | PolenPiotr Żyła Kamil Stoch Dawid Kubacki Aleksander Zniszczoł                   | 216,5 m 222,0 m 189,5 m 224,5 m | —       | 735,5188,8 186,9 151,2 208,6 |
| 06.  | DeutschlandKarl Geiger Stephan Leyhe Pius Paschke Andreas Wellinger              | 202,5 m 196,5 m 221,0 m 209,5 m | —       | 726,6174,7 147,7 204,3 199,9 |
| 07.  | Vereinigte StaatenCasey Larson Decker Dean Tate Frantz Erik Belshaw              | 197,5 m 179,5 m 204,0 m 215,5 m | —       | 636,3163,9 102,7 170,1 199,6 |
| 08.  | ItalienAndrea Campregher Giovanni Bresadola Francesco Cecon Alex Insam           | 160,5 m 226,0 m 169,0 m 204,5 m | —       | 569,1113,9 154,0 122,8 178,4 |
|      |                                                                                  |                                 |         |                              |
| 09.  | KasachstanDanil Wassiljew Ilja Misernych Swjatoslaw Nasarenko Sergei Tkatschenko | 165,0 m 159,0 m 170,0 m —       | —       | 340,6121,9 096,2 122,5 DNS   |

### Einzelwettbewerb II
Der zweite Einzelwettbewerb und zugleich finale Wettbewerb der Weltcup-Saison fand am 24. März 2024 statt. Traditionell waren nur die 30 besten Athleten des Gesamtweltcups (Stand: Planica EF I, 22.03.2024) startberechtigt, die vor Ort sowie einsatzfähig waren.
Der Slowene Peter Prevc bestritt mit diesem Heimwettbewerb den letzten Wettbewerb seiner Karriere, die er im Anschluss beendete.
| Rang | Name                 | Weite 1 | Weite 2 | Punkte |
| ---- | -------------------- | ------- | ------- | ------ |
| 01.  | Daniel Huber         | 247,0 m | 242,5 m | 487,7  |
| 02.  | Domen Prevc          | 233,0 m | 238,0 m | 444,3  |
| 03.  | Aleksander Zniszczoł | 237,0 m | 237,5 m | 438,1  |
| 04.  | Stefan Kraft         | 230,5 m | 239,5 m | 436,4  |
| 05.  | Piotr Żyła           | 230,0 m | 240,0 m | 424,9  |
| 06.  | Peter Prevc          | 233,5 m | 226,5 m | 422,4  |
| 07.  | Robert Johansson     | 239,0 m | 240,0 m | 415,8  |
| 08.  | Johann André Forfang | 224,0 m | 227,0 m | 414,0  |
| 09.  | Marius Lindvik       | 229,0 m | 221,0 m | 413,8  |
| 10.  | Lovro Kos            | 231,5 m | 215,0 m | 409,0  |
| 11.  | Daniel Tschofenig    | 221,0 m | 223,5 m | 407,7  |
| 12.  | Manuel Fettner       | 226,5 m | 217,0 m | 402,4  |
| 13.  | Pius Paschke         | 218,0 m | 231,0 m | 398,7  |
| 14.  | Andreas Wellinger    | 219,5 m | 231,0 m | 396,9  |
| 15.  | Michael Hayböck      | 221,5 m | 227,0 m | 394,4  |

| Rang | Name               | Weite 1 | Weite 2 | Punkte |
| ---- | ------------------ | ------- | ------- | ------ |
| 16.  | Kamil Stoch        | 227,5 m | 223,0 m | 392,8  |
| 17.  | Erik Belshaw       | 219,5 m | 223,0 m | 389,8  |
| 18.  | Alex Insam         | 226,5 m | 223,0 m | 387,7  |
| 19.  | Ren Nikaidō        | 224,5 m | 225,0 m | 387,0  |
| 20.  | Ryōyū Kobayashi    | 205,5 m | 232,0 m | 386,6  |
| 21.  | Gregor Deschwanden | 212,0 m | 229,0 m | 376,0  |
| 22.  | Karl Geiger        | 210,0 m | 232,0 m | 375,8  |
| 23.  | Junshirō Kobayashi | 221,0 m | 218,5 m | 362,7  |
| 24.  | Benjamin Østvold   | 212,5 m | 217,5 m | 360,7  |
| 25.  | Anže Lanišek       | 199,5 m | 208,0 m | 352,8  |
| 26.  | Niko Kytösaho      | 213,0 m | 199,5 m | 328,9  |
| 27.  | Stephan Leyhe      | 199,0 m | 200,5 m | 313,8  |
| 28.  | Antti Aalto        | 193,0 m | 186,5 m | 297,2  |
| 29.  | Dawid Kubacki      | 194,0 m | 187,5 m | 294,3  |
| —    | Jan Hörl           | —       | —       | DNS    |

## Gesamtwertung
|      |                        | Qualifikation | Qualifikation | Einzel I | Einzel I | Team   | Einzel II | Einzel II | Gesamtergebnis | Gesamtergebnis |
| Rang | Name                   | Punkte        | Rang          | Punkte   | Rang     | Punkte | Punkte    | Rang      | Gesamtpunkte   | Rückstand      |
| ---- | ---------------------- | ------------- | ------------- | -------- | -------- | ------ | --------- | --------- | -------------- | -------------- |
| 01.  | Daniel Huber           | 207,1         | 03.           | 448,5    | 02.      | 231,3  | 487,7     | 01.       | 1374,6         | —              |
| 02.  | Peter Prevc            | 190,7         | 10.           | 452,1    | 01.      | 217,2  | 422,4     | 06.       | 1282,4         | 0092,2         |
| 03.  | Johann André Forfang   | 188,7         | 13.           | 441,3    | 03.      | 212,5  | 414,0     | 08.       | 1256,5         | 0118,1         |
| 04.  | Stefan Kraft           | 202,8         | 06.           | 417,5    | 07.      | 195,0  | 436,4     | 04.       | 1251,7         | 0122,9         |
| 05.  | Ryōyū Kobayashi        | 214,0         | 01.           | 414,2    | 09.      | 220,3  | 386,6     | 20.       | 1235,1         | 0139,5         |
| 06.  | Aleksander Zniszczoł   | 182,7         | 17.           | 401,8    | 14.      | 208,6  | 438,1     | 03.       | 1231,2         | 0143,4         |
| 07.  | Daniel Tschofenig      | 186,0         | 14.           | 419,0    | 06.      | 202,8  | 407,7     | 11.       | 1215,5         | 0159,1         |
| 08.  | Piotr Żyła             | 213,4         | 02.           | 387,6    | 23.      | 188,8  | 424,9     | 05.       | 1214,7         | 0159,9         |
| 09.  | Pius Paschke           | 197,7         | 08.           | 407,1    | 10.      | 204,3  | 398,7     | 13.       | 1207,8         | 0166,8         |
| 10.  | Domen Prevc            | 179,3         | 23.           | 401,2    | 17.      | 179,8  | 444,3     | 02.       | 1204,6         | 0170,0         |
| 11.  | Marius Lindvik         | 171,7         | 28.           | 423,9    | 05.      | 189,8  | 413,8     | 09.       | 1199,2         | 0175,4         |
| 12.  | Lovro Kos              | 189,2         | 11.           | 402,8    | 12.      | 195,8  | 409,0     | 10.       | 1196,8         | 0177,8         |
| 13.  | Erik Belshaw           | 181,8         | 19.           | 414,7    | 08.      | 199,6  | 389,8     | 17.       | 1185,9         | 0188,7         |
| 14.  | Robert Johansson       | 184,8         | 15.           | 397,2    | 19.      | 184,0  | 415,8     | 07.       | 1181,8         | 0192,8         |
| 15.  | Andreas Wellinger      | 171,6         | 29.           | 396,5    | 20.      | 199,9  | 396,9     | 14.       | 1164,9         | 0209,7         |
| 16.  | Kamil Stoch            | 177,9         | 25.           | 403,2    | 11.      | 186,9  | 392,8     | 16.       | 1160,8         | 0213,8         |
| 17.  | Karl Geiger            | 199,1         | 07.           | 402,4    | 13.      | 174,7  | 375,8     | 22.       | 1152,0         | 0222,6         |
| 18.  | Michael Hayböck        | 172,2         | 27.           | 399,9    | 18.      | 174,7  | 394,4     | 15.       | 1141,2         | 0233,4         |
| 19.  | Alex Insam             | 168,7         | 33.           | 401,3    | 16.      | 178,4  | 387,7     | 18.       | 1136,1         | 0238,5         |
| 20.  | Junshirō Kobayashi     | 188,8         | 12.           | 389,0    | 22.      | 189,7  | 362,7     | 23.       | 1130,2         | 0244,4         |
| 21.  | Ren Nikaidō            | 181,9         | 18.           | 377,7    | 26.      | 177,1  | 387,0     | 19.       | 1123,7         | 0250,9         |
| 22.  | Benjamin Østvold       | 180,7         | 22.           | 378,7    | 25.      | 184,3  | 360,7     | 24.       | 1104,4         | 0270,2         |
| 23.  | Gregor Deschwanden     | 184,8         | 15.           | 359,8    | 30.      | —      | 376,0     | 21.       | 0920,6         | 0454,0         |
| 24.  | Niko Kytösaho          | 179,0         | 24.           | 376,8    | 27.      | —      | 328,9     | 26.       | 0884,7         | 0489,9         |
| 25.  | Timi Zajc              | 206,0         | 04.           | 440,2    | 04.      | 200,5  | —         | —         | 0846,7         | 0527,9         |
| 26.  | Stephan Leyhe          | 164,2         | 37.           | 174,6    | 31.      | 147,7  | 313,8     | 27.       | 0800,3         | 0574,3         |
| 27.  | Dawid Kubacki          | 176,1         | 26.           | 174,0    | 32.      | 151,2  | 294,3     | 29.       | 0795,6         | 0579,0         |
| 28.  | Anže Lanišek           | 197,7         | 08.           | 163,7    | 37.      | —      | 352,8     | 25.       | 0714,2         | 0660,4         |
| 29.  | Noriaki Kasai          | 168,8         | 32.           | 362,9    | 29.      | 172,0  | —         | —         | 0703,7         | 0670,9         |
| 30.  | Jewhen Marussjak       | 205,5         | 05.           | 401,6    | 15.      | —      | —         | —         | 0606,7         | 0767,5         |
| 31.  | Manuel Fettner         | 181,0         | 21.           | DSQ      | —        | —      | 402,4     | 12.       | 0583,4         | 0791,2         |
| 32.  | Jan Hörl               | 181,4         | 20.           | 385,6    | 24.      | —      | DNS       | —         | 0567,0         | 0807,6         |
| 33.  | Maksim Bartolj         | 170,7         | 30.           | 392,7    | 21.      | —      | —         | —         | 0563,4         | 0811,2         |
| 34.  | Artti Aigro            | 164,4         | 36.           | 375,6    | 28.      | —      | —         | —         | 0540,0         | 0834,6         |
| 35.  | Antti Aalto            | 147,7         | 42.           | NQ       | —        | —      | 297,2     | 28.       | 0444,9         | 0929,7         |
| 36.  | Žak Mogel              | 166,8         | 35.           | 173,8    | 33.      | —      | —         | —         | 0340,6         | 1034,0         |
| 37.  | Tate Frantz            | 168,1         | 34.           | DSQ      | —        | 170,1  | —         | —         | 0338,2         | 1036,4         |
| 38.  | Felix Hoffmann         | 170,4         | 31.           | 157,1    | 39.      | —      | —         | —         | 0327,5         | 1047,1         |
| 39.  | Remo Imhof             | 153,1         | 38.           | 172,7    | 35.      | —      | —         | —         | 0325,8         | 1048,8         |
| 40.  | Luca Roth              | 148,3         | 40.           | 173,0    | 34.      | —      | —         | —         | 0321,3         | 1053,3         |
| 41.  | Valentin Foubert       | 150,5         | 39.           | 170,3    | 36.      | —      | —         | —         | 0320,8         | 1053,8         |
| 42.  | Robin Pedersen         | 148,3         | 40.           | 161,5    | 38.      | —      | —         | —         | 0309,8         | 1064,8         |
| 43.  | Casey Larson           | 131,5         | 51.           | NQ       | —        | 163,9  | —         | —         | 0295,4         | 1079,2         |
| 44.  | Giovanni Bresadola     | 113,3         | 55.           | NQ       | —        | 154,0  | —         | —         | 0267,3         | 1107,3         |
| 45.  | Francesco Cecon        | 132,3         | 50.           | NQ       | —        | 122,8  | —         | —         | 0255,1         | 1119,5         |
| 46.  | Andrea Campregher      | 138,4         | 47.           | NQ       | —        | 113,9  | —         | —         | 0252,3         | 1122,3         |
| 47.  | Danil Wassiljew        | 110,7         | 56.           | NQ       | —        | 121,9  | —         | —         | 0232,6         | 1142,0         |
| 48.  | Decker Dean            | 115,4         | 53.           | NQ       | —        | 102,7  | —         | —         | 0218,1         | 1156,5         |
| 49.  | Swjatoslaw Nasarenko   | 085,7         | 57.           | NQ       | —        | 122,5  | —         | —         | 0208,2         | 1166,4         |
| 50.  | Ilja Misernych         | 052,3         | 58.           | NQ       | —        | 096,2  | —         | —         | 0148,5         | 1226,1         |
| 51.  | Maciej Kot             | 147,3         | 43.           | NQ       | —        | —      | —         | —         | 0147,3         | 1227,3         |
| 52.  | Žiga Jelar             | 143,9         | 44.           | NQ       | —        | —      | —         | —         | 0143,9         | 1230,7         |
| 53.  | Killian Peier          | 143,5         | 45.           | NQ       | —        | —      | —         | —         | 0143,5         | 1231,1         |
| 54.  | Witalij Kalinitschenko | 140,7         | 46.           | NQ       | —        | —      | —         | —         | 0140,7         | 1233,9         |
| 55.  | Sindre Ulven Jørgensen | 137,3         | 48.           | NQ       | —        | —      | —         | —         | 0137,3         | 1237,3         |
| 56.  | Matija Vidic           | 136,5         | 49.           | NQ       | —        | —      | —         | —         | 0136,5         | 1238,1         |
| 57.  | Keiichi Satō           | 130,6         | 52.           | NQ       | —        | —      | —         | —         | 0130,6         | 1244,0         |
| 58.  | Eetu Nousiainen        | 114,1         | 54.           | NQ       | —        | —      | —         | —         | 0114,1         | 1260,5         |